# شهرک وحدت (دهلران)
شهرک وحدت، روستایی در دهستان اناران بخش مرکزی شهرستان دهلران در استان ایلام ایران است.

## جمعیت
بر پایه سرشماری عمومی نفوس و مسکن در سال ۱۳۹۵، جمعیت این روستا برابر با ۹۳۷ نفر (۲۷۹ خانوار) بوده‌است.